# Liste der Kulturdenkmäler in Wachenheim an der Weinstraße
In der Liste der Kulturdenkmäler in Wachenheim an der Weinstraße sind alle Kulturdenkmäler der rheinland-pfälzischen Stadt Wachenheim an der Weinstraße aufgeführt. Grundlage ist die Denkmalliste des Landes Rheinland-Pfalz (Stand: 19. Dezember 2024).

## Denkmalzonen
| Bezeichnung                       | Lage | Baujahr                    | Beschreibung | Bild                                    |
| --------------------------------- | --- | -------------------------- | --- | --------------------------------------- |
| Denkmalzone Friedhof              | Friedelsheimer Straße Lage | 1829                       | 1829 angelegt, 1909, 1962 und in den 1980er Jahren erweitert, teilweise originale Ummauerung; Friedhofskreuz, Sandstein, um 1842, Metallkorpus zweite Hälfte des 19. Jahrhunderts; Grabmäler: drei namenlose gusseiserne Grabkreuze, wohl um 1870/80, ein weiteres um 1880; Familie L. Hefele, Schmiedearbeit, um 1900; G. Wendel († 1910), aufwändiges Grabkreuz, um 1870/80; E. Kieser († 1892), um 1890 von Gottfried Renn, Speyer; Pfarrer J. Krack († 1900), Nische mit Skulptur; K. E. Schirk († 1858), Neurenaissance-Aedikula, um 1880; Familiengrüfte: Familie Böhm-Sturm, ummauerte Anlage, Muschelkalk-Skulptur, um 1915; Familie G. F. Kuhn, Muschelkalk, antikisierend, um 1920; Familie Erich Heidschuch, vier Muschelkalkskulpturen, um 1915 | Fotos hochladen                         |
| Denkmalzone Jüdischer Friedhof    | Römerweg Lage | vor 1579                   | einer der ältesten und bedeutendsten jüdischen Friedhöfe in der Region; 1579 erstmals erwähnt, spätes 17. und 18. Jahrhundert, nach 1804 und 1874 erweitert, Ummauerung aus dem 18. Jahrhundert oder älter; Friedhofshalle, offene Holzkonstruktion mit Fachwerkwänden, bezeichnet 1895; mehrere hundert Grabsteine, der älteste von 1725; Rechle, Gattin des Eisek Meir, gestorben 1843, gotisierende Stele; Vogel, Gattin des Seew Halewi, gestorben 1849, klassizistische Stele; N. Mayer, gestorben 1894, D. Weil, gestorben 1905, A. Loeb, gestorben 1910; jeweils aufgesockelter Granit-Obelisk; G. Jonas, gestorben 1912, Granit-Obelisk; aufwändige Grabanlage Familie Mayer, Ende des 19. und frühes 20. Jahrhundert; S. Mayer, gestorben 1916, Granit-Obelisk; R. Kaufmann, gestorben 1925, Sarkophag; A. Netter, gestorben 1872, vasenbekrönter Marmorpfeiler; A. Joch, gestorben 1882, Sandstein | weitere Bilder Fotos hochladen          |
| Denkmalzone Stadtbefestigung      | Bahnhofstraße 6–16 (gerade Nummern), 19, Bleichstraße 5, 7, 10, Burgstraße 1, 3, 4, Entengasse 1, 3, 6, 9, Hintergasse 1, 3, 5, 8–10, 13, 14, Holzgasse 3, 8, 8a, 9, 10, 13-15, Langgasse 22, 27, 29, 30, 34, Mühlgasse 7, 11, 16–18, Weinstraße 17, 19, 65, 74, 77, 78 | 1341                       | Stadtmauer infolge der Stadtrechtsverleihung 1341 errichtet, in ganzer ursprünglicher Länge erhalten, teilweise in angrenzende Gebäude miteinbezogen, erhalten Teile von Türmen sowie die Anteile unbebauter Grundstücke an der Stadtmauer; in dem erhaltenen Umfang selten überkommene Stadtmauer der Region | Direkt Bild zu diesem Denkmal hochladen |
| Denkmalzone Stadtkern             | Amalie-Helfrich-Pfad, Bahnhofstraße, Bleichstraße, Burgstraße, Dalberggasse, Grabenstraße, Hintergasse, Hinterm Graben, Holzgasse, Langgasse, Mittelgasse, Mühlgasse, Kommerzienrat-Wagner-Straße, Weinstraße Lage                                                      | ab dem 16. Jahrhundert     | Kernstadt innerhalb der 1341 errichteten Stadtbefestigung, einschließlich des ehemaligen Grabens und der anliegenden Wege, charakteristischer Grundriss einer sogenannten gegründeten Stadt im Leitersystem, Bausubstanz bis ins 16. Jahrhundert zurückreichend | Fotos hochladen                         |
| Denkmalzone Burgruine Wachtenburg | westlich der Stadt am Zieglerberg; Flur Am Schloßberg Lage | Mitte des 12. Jahrhunderts | wohl Mitte des 12. Jahrhunderts gegründet, Obere Burg und Untere Burg, 1571 zerstört, teilweise wiederhergestellt, seit 1689 (Sprengung des Bergfrieds) Ruine; Rest des Bergfrieds der Oberen Burg, 12. und 13. Jahrhundert, Ringmauer mit fünf Türmen, 13. Jahrhundert (?); ortsbildprägend | weitere Bilder Fotos hochladen          |
| Denkmalzone Römisches Landgut     | nordöstlich der Stadt an der B 271; Flur Beim Osthof Lage | um 20 n. Chr.              | Villa rustica, Reste von Holzbauten aus der Zeit um 20 nach Christus, Errichtung in Stein im 3. Jahrhundert, erhalten einzelne Mauerzüge von Risalitvilla, Wirtschaftsbauten, Brunnen, Brennofen und Dreschplatz | weitere Bilder Fotos hochladen          |

## Einzeldenkmäler
| Bezeichnung                                   | Lage                                                                                | Baujahr                            | Beschreibung | Bild                           |
| --------------------------------------------- | ----------------------------------------------------------------------------------- | ---------------------------------- | --- | ------------------------------ |
| Torfahrt                                      | Am Anger, an Nr. 1b Lage                                                            | 1605                               | Torfahrt, Renaissance, bezeichnet 1605, Kapitelle wohl aus dem 18. Jahrhundert | BW                             |
| Torfahrt                                      | Bahnhofstraße, an Nr. 1 Lage                                                        | um 1800                            | Torfahrt, klassizistische Motive, um 1800 | Fotos hochladen                |
| Wohnhaus                                      | Bahnhofstraße 3 Lage                                                                | 1736                               | spätbarocker Walmdachbau mit aufwendigem Portal, bezeichnet 1736, Architekt angeblich Johann Georg Stahl, Bruchsal; Torfahrt bezeichnet 1618 | weitere Bilder Fotos hochladen |
| Stadtmauer                                    | Bahnhofstraße, hinter Nr. 6–16 (gerade Nummern) Lage                                | Mitte des 14. Jahrhunderts         | Überrest der Stadtmauer, Mitte des 14. Jahrhunderts | BW                             |
| Hofanlage                                     | Bahnhofstraße 7 Lage                                                                | zweite Hälfte des 18. Jahrhunderts | spätbarocker Dreiseithof, zweite Hälfte des 18. Jahrhunderts; Wohnhaus, teilweise Fachwerk, mit Galerie, bauzeitliche Nebengebäude | weitere Bilder Fotos hochladen |
| Hofanlage                                     | Bahnhofstraße 9 Lage                                                                | 18. Jahrhundert                    | spätbarocker ehemaliger Winzerhof, 18. Jahrhundert auf Resten des 16. Jahrhunderts; Wohnhaus, teilweise Fachwerk (verputzt), bezeichnet 1595, Kellerabgang bezeichnet 1727; Teil eines Schlusssteins, bezeichnet 1583 | Fotos hochladen                |
| Wohnhaus                                      | Bahnhofstraße 10 Lage                                                               | um 1600                            | Wohnhaus, im Kern um 1600 | BW                             |
| Wohnhaus                                      | Bahnhofstraße 12 Lage                                                               | 1736                               | eingeschossiges spätbarockes Hochkellerhaus, Torfahrt bezeichnet 1736, Kellerabgang bezeichnet 1745, Oberlichtportal bezeichnet 1753 | BW                             |
| Torfahrt und Kellerabgänge                    | Bahnhofstraße, an Nr. 13 und 15 Lage                                                | um 1600                            | bei Nr. 15 Torfahrt mit Hausmarke, bezeichnet 1617; gleichzeitige Reste eines Kellerabgangs mit Wappenschild; bei Nr. 13 im Hof zweiter der beiden Kellerabgänge, um 1600, sowie Mannpforte | weitere Bilder Fotos hochladen |
| Spolie                                        | Bahnhofstraße, an Nr. 14 Lage                                                       | 1666                               | Keilstein einer Torfahrt, reliefiert, bezeichnet 1666 | BW                             |
| Stadtmauerturm                                | Bahnhofstraße, an Nr. 16 Lage                                                       | Mitte des 14. Jahrhunderts         | Rest des ehemaligen Stadtmauerturms an der Südostecke des Stadtmauerrings | Fotos hochladen                |
| Stadtmauer                                    | Bahnhofstraße, hinter Nr. 19 Lage                                                   | Mitte des 14. Jahrhunderts         | Überrest der Stadtmauer, Mitte des 14. Jahrhunderts | BW                             |
| Wohn- und Geschäftshaus                       | Bahnhofstraße 23 Lage                                                               | 1879                               | villenartiges historistisches Wohn- und Geschäftshaus, 1879 | weitere Bilder Fotos hochladen |
| Villa                                         | Bahnhofstraße 31 Lage                                                               | 1909                               | Gründerzeit-Villa mit Krüppelwalmdach, Heimat- und Jugendstil-Motive, bezeichnet 1909, Architekt Franz Huber, Neustadt | weitere Bilder Fotos hochladen |
| Wohnhaus                                      | Bahnhofstraße 33 Lage                                                               | 1902                               | villenartiges späthistoristisches Wohnhaus auf asymmetrischem Grundriss, 1902 | weitere Bilder Fotos hochladen |
| Villa                                         | Bahnhofstraße 54 Lage                                                               | 1891                               | repräsentative Gründerzeit-Villa mit Mansardwalmdach, 1891; bauliche Gesamtanlage mit ehemaligem Kelterhaus, Vorgarten, Einfriedung und Gewölbekeller | Fotos hochladen                |
| Stadtmauer                                    | Bleichstraße, hinter Nr. 5, 7, 10 Lage                                              | Mitte des 14. Jahrhunderts         | Überrest der Stadtmauer, Mitte des 14. Jahrhunderts | BW                             |
| Stadtmauer                                    | Burgstraße, zu Nr. 1, 3 Lage                                                        | Mitte des 14. Jahrhunderts         | Überrest der Stadtmauer, Mitte des 14. Jahrhunderts | BW                             |
| Stadtmauer                                    | Burgstraße, gegenüber Nr. 3 Lage                                                    | Mitte des 14. Jahrhunderts         | Überrest der Stadtmauer, Mitte des 14. Jahrhunderts | BW                             |
| Torfahrten                                    | Burgstraße, an Nr. 55, 57 Lage                                                      | 17. Jahrhundert                    | Torfahrten, Nr. 55 eventuell aus dem 17. Jahrhundert, Nr. 57 bezeichnet 1801 | BW                             |
| Hofanlage                                     | Dalberggasse 3 Lage                                                                 | 1574                               | sandsteingegliederter Putzbau mit Treppenturm, bezeichnet 1574, teilweise aus dem 18. Jahrhundert, eingeschossiger Stall- und Remisentrakt, 18. Jahrhundert, mit Torfahrt, bezeichnet 1574 | BW                             |
| Dalberger Hof                                 | Dalberggasse 4 Lage                                                                 | 18. Jahrhundert                    | ehemaliger Adelshof der Freiherren von Dalberg; Dreiseithof, im Wesentlichen aus dem 18. Jahrhundert; Herrenhaus, zwölfachsiger Walmdachbau, bezeichnet 1717, Gewölbekeller 16. oder 17. Jahrhundert, eingeschossiger Stalltrakt, 18. Jahrhundert, Schlussstein bezeichnet 1572, Schuppen 18. Jahrhundert rückwärtige Begrenzung des Gartens durch Stadtmauer, Mitte des 14. Jahrhunderts | BW                             |
| Stadtmauer                                    | Entengasse, hinter Nr. 3, 6, 9 Lage                                                 | Mitte des 14. Jahrhunderts         | Überrest der Stadtmauer, Mitte des 14. Jahrhunderts | BW                             |
| Schwedenhof                                   | Entengasse 6 Lage                                                                   | 18. und 19. Jahrhundert            | Hofanlage, 18. und 19. Jahrhundert; eingeschossiger Putzbau, Mitte des 18. Jahrhunderts, über älterem Keller, Wirtschaftsgebäude um 1870 | BW                             |
| Spolie                                        | Gartenweg, an Nr. 17 Lage                                                           | 18. Jahrhundert                    | Schlussstein einer ehemaligen Torfahrt, mit Wappenschild, 18. Jahrhundert | BW                             |
| Spolie                                        | Grabenstraße, an Nr. 1½ Lage                                                        | 1592                               | ehemaliger Sturz einer Pforte, mit Wappenschild, bezeichnet 1592 | BW                             |
| Spolie                                        | Hintergasse, an Nr. 1 Lage                                                          | 1614                               | Schlussstein einer ehemaligen Torfahrt, mit Wappenschild, bezeichnet 1614 | BW                             |
| Stadtmauer                                    | Hintergasse, in Nr. 1, 3, 5, 8–10, 13, 14 Lage                                      | Mitte des 14. Jahrhunderts         | in der Rückseite der Häuser Überrest der Stadtmauer, Mitte des 14. Jahrhunderts | BW                             |
| Wohnhaus                                      | Hintergasse 2 Lage                                                                  | 18. Jahrhundert                    | Wohnhaus, 18. Jahrhundert, über älteren Resten; Hausmarke bezeichnet 1568; Kellerfenster, dreiteilige Arkade, wohl romanisch oder gotisch; Torfahrt um 1600 | BW                             |
| Fenstergewände und Toranlage                  | Hintergasse, an Nr. 4 Lage                                                          | 17. Jahrhundert                    | Fenstergewände, bezeichnet 16[xx]; Toranlage, bezeichnet 1731 | BW                             |
| Spolie                                        | Hintergasse, an Nr. 5 Lage                                                          | 1801                               | Keilstein, reliefiert, bezeichnet 1801 | BW                             |
| Wohnhaus                                      | Hintergasse 6 Lage                                                                  | 1606                               | Wohnhaus auf L-förmigem Grundriss mit Renaissance-Gewänden, im Kern von 1606, Aufstockung im 19. Jahrhundert | BW                             |
| Torfahrt                                      | Hintergasse, an Nr. 7b Lage                                                         | 1781                               | Torfahrt, bezeichnet 1781 | BW                             |
| Portalgewände                                 | Hintergasse, an Nr. 8 Lage                                                          | um 1600                            | Portalgewände, um 1600 | BW                             |
| Fenstergewände                                | Hintergasse, an Nr. 9 Lage                                                          | um 1600                            | Fenstergewände, um 1600 | BW                             |
| Hofanlage                                     | Hintergasse 16 Lage                                                                 | 1594                               | ehemaliges Hofgut; Putzbau im Kern von 1594, Dachstuhl großteils original, Wappenschild-Schlussstein bezeichnet 1594 | BW                             |
| Stadtmauerturm                                | Hinterm Graben, an Nr. 2 Lage                                                       | Mitte des 14. Jahrhunderts         | Mauerschale des östlichen Stadtmauerturms, ursprünglich freistehend vor der Stadtmauer, Mitte des 14. Jahrhunderts | BW                             |
| Stadtmauer                                    | Holzgasse, in Nr. 3, 8, 8a, 9, 10, 14 Lage                                          | Mitte des 14. Jahrhunderts         | in der Rückseite der Häuser Überrest der Stadtmauer, Mitte des 14. Jahrhunderts | BW                             |
| Diebsturm                                     | Holzgasse, in Nr. 9 Lage                                                            | nach 1341                          | in rückwärtiges Hofgebäude einbezogener zweigeschossiger Rundturm an der Nordwest-Ecke der Stadtbefestigung | BW                             |
| Torpfosten                                    | Holzgasse, an Nr. 10 Lage                                                           | 1584                               | Torpfosten, bezeichnet 1584 | BW                             |
| Wappenstein                                   | Holzgasse, an Nr. 13 Lage                                                           | 1598                               | Wappenstein mit zwei Wappenschilden, bezeichnet 1598 | BW                             |
| Sektkellerei Schloss Wachenheim               | Kommerzienrat-Wagner-Straße 1 Lage                                                  | ab 1833                            | weitläufiges Winzeranwesen in Englischem Landschaftspark; spätbarockes Sußmannsches Herrenhaus, um 1730, übrige den Hof einfassende Gebäude zumeist 1833 ff.; im Innern des quergelagerten Baus von 1903/04 Halle, 1927, Architekten Reimers und Pommerenke; im Hof Sandsteinbrunnen, um 1930; ausgedehnte Kelleranlage, 1883 ff. rückwärtige Begrenzung des Gartens durch Stadtmauer, Mitte des 14. Jahrhunderts | weitere Bilder Fotos hochladen |
| Reformiertes Schulhaus                        | Kommerzienrat-Wagner-Straße, zu Nr. 1 Lage                                          | 1733                               | ehemaliges reformiertes Schulhaus; spätbarocker Bau, Obergeschoss Fachwerk, 1733 | BW                             |
| Münzhof                                       | Langgasse 2, 2a Lage                                                                | ab dem 16. Jahrhundert             | Nr. 2 ehemaliges Tor- und Wachhaus, eingeschossiger spätbarocker Walmdachbau, im Kern aus dem 16. Jahrhundert, im 18. Jahrhundert überformt, in der ersten Hälfte des 19. Jahrhunderts spätklassizistische Erweiterung, ehemaliges Burgvogteihaus, großvolumiger spätbarocker Krüppelwalmdachbau, 1754, Architekt Franz Wilhelm Rabaliatti; Nr. 2a Bruchsteinscheune und -remisenanbau, 1781 | Fotos hochladen                |
| Lutherische Pfarrkirche                       | Langgasse 6 Lage                                                                    | 1748                               | ehemalige lutherische Pfarrkirche; spätbarocker Saalbau mit Glockenturm, bezeichnet 1748, Architekt Sigismund Zeller; in der anschließenden Mauer Pforte, bezeichnet 1619 | weitere Bilder Fotos hochladen |
| Gartenpforte                                  | Langgasse, bei Nr. 19 Lage                                                          | 1599                               | Fragment einer Gartenpforte, mit Wappenstein, bezeichnet 1599 | BW                             |
| Stadtmauer                                    | Langgasse, hinter Nr. 22, 27, 29 Lage                                               | Mitte des 14. Jahrhunderts         | in den Rückseiten der Häuser Überreste der Stadtmauer, Mitte des 14. Jahrhunderts | BW                             |
| Torfahrt                                      | Langgasse, an Nr. 25 Lage                                                           | 17. Jahrhundert                    | Torfahrt, wohl aus dem 17. Jahrhundert | BW                             |
| Relief                                        | Langgasse, an Nr. 27 Lage                                                           | 1708                               | Sandsteinrelief, dreiteilig, bezeichnet 1708, von Johann Georg Eisinger | BW                             |
| Torfahrt                                      | Langgasse, an Nr. 32 Lage                                                           | um 1600                            | Torfahrt, um 1600 | BW                             |
| Gewände                                       | Langgasse, an Nr. 36 Lage                                                           | ab 1600                            | Gewände des hofseitigen Eingangs, bezeichnet 1706; zwei Fenstergewände, um 1600 | BW                             |
| Architekturteile                              | Langgasse, an Nr. 41 Lage                                                           | ab 1617                            | spätgotisch profiliertes Türgewände, bezeichnet 1617; Gewölbekeller; Türsturz, 1790; Torfahrt | BW                             |
| Wohnhaus                                      | Langgasse 42 Lage                                                                   | 18. Jahrhundert                    | spätbarockes Wohnhaus, teilweise Fachwerk, 18. Jahrhundert, im Kern älter; Löwenkopfmaske, bezeichnet 1653 | BW                             |
| Wohnhaus                                      | Langgasse 43 Lage                                                                   | um 1800                            | eingeschossiges nachbarockes Wohnhaus, um 1800, Keller teilweise um 1600, Kellerabgang bezeichnet 1747; Gewölbestall um 1840 | BW                             |
| Zehnthof                                      | Mittelgasse 1 Lage                                                                  |                                    | zweiflügeliges Herrenhaus, Torfahrt bezeichnet 1595, übereck geführtes Satteldach und Erker 18. Jahrhundert (wohl 1773), Kelterhaus 18. Jahrhundert über Resten des 16. Jahrhunderts, Gesindehaus, teilweise Fachwerk, sowie ehemaliger Stall, 16. und 18. Jahrhundert; straßenbildprägend | BW                             |
| Wohnhaus                                      | Mittelgasse 7 Lage                                                                  | zweite Hälfte des 18. Jahrhunderts | spätbarockes Hochkellerhaus mit Mansardgiebeldach, zweite Hälfte des 18. Jahrhunderts | BW                             |
| Portal                                        | Mittelgasse, an Nr. 8 Lage                                                          | 1617                               | Portal, bezeichnet 1617, links davon Fenstergewände | BW                             |
| Wohnhaus                                      | Mühlgasse 1 Lage                                                                    | 1746                               | spätbarockes Eckwohnhaus, teilweise Fachwerk, bezeichnet 1746; straßenbildprägend | BW                             |
| Wohnhaus                                      | Mühlgasse 3 Lage                                                                    | 1746                               | spätbarockes Wohnhaus, teilweise Fachwerk, wohl von 1746, über Resten des 16. Jahrhunderts | BW                             |
| Wohnhaus                                      | Mühlgasse 4 Lage                                                                    | 1739                               | spätbarockes Eckwohnhaus, teilweise Fachwerk, bezeichnet 1739 | BW                             |
| Hofanlage                                     | Mühlgasse 7 Lage                                                                    | 16. Jahrhundert                    | Hofanlage, im Kern aus dem 16. Jahrhundert, im 18., 19. Jahrhundert und später modernisiert oder teilerneuert; Hochkeller bezeichnet 1746, Steinschiebefenster 16. Jahrhundert; Schlussstein der ehemalige Torfahrt, 18. Jahrhundert | BW                             |
| Stadtmauer                                    | Mühlgasse, in Nr. 7, 11, 16–18 Lage                                                 | Mitte des 14. Jahrhunderts         | in den Rückseiten der Häuser Überreste der Stadtmauer, Mitte des 14. Jahrhunderts | BW                             |
| Wohnhaus                                      | Mühlgasse 8 Lage                                                                    | um 1600                            | Wohnhaus, teilweise Fachwerk (verputzt), im Kern um 1600, im 18. Jahrhundert (bezeichnet 1723) und später überformt | BW                             |
| Hofanlage                                     | Mühlgasse 11 Lage                                                                   | 16. bis 19. Jahrhundert            | Hofanlage, 16. bis 19. Jahrhundert; Renaissance-Torbogen, bezeichnet 1576; Reste eines ehemaligen Nebengebäudes, 16. Jahrhundert; Wohn- und Nebentrakt bezeichnet 1571, Fachwerkobergeschoss 18. Jahrhundert; eingeschossiges Wohnhaus über Hochkeller, bezeichnet 1576, im 18. Jahrhundert überformt; Vorbehalt 16. Jahrhundert, Fachwerkobergeschoss 18. Jahrhundert | BW                             |
| Torfahrt                                      | Mühlgasse, an Nr. 20 Lage                                                           | um 1600                            | Torfahrt und Teile der Mauern, um 1600 | BW                             |
| Villa                                         | Roter-Turm-Weg 1 Lage                                                               | 1826/27                            | stattliche klassizistische Walmdachvilla, 1826/27 | BW                             |
| Portal                                        | Schlossgasse, an Nr. 10 Lage                                                        | 1578                               | Portal, bezeichnet 1578, Kellerzugang | Fotos hochladen                |
| Hofanlage                                     | Schlossgasse 28 Lage                                                                | 16. Jahrhundert                    | ehemaliges Burgmannenhaus; eingeschossiger Putzbau, im Kern spätgotisch, 16. Jahrhundert, im 18. Jahrhundert und später teilerneuert, Ausbau zum Hakenhof | BW                             |
| Untere Burg                                   | Schlossgasse 29 Lage                                                                | um 1600                            | Gelände der sogenannten Unteren Burg; vormaliges Burggrafenhaus, teilweise um 1600, Umbauten im 18. Jahrhundert, Ausbau als Sommersitz 1886, später weitere Um- und Erweiterungsbauten | BW                             |
| Torpfosten                                    | Waldstraße, an Nr. 39 Lage                                                          | 1736                               | Fragment der ehemaligen Torfahrt, auf dem Pfosten reliefierter Schlussstein, bezeichnet 1736 | BW                             |
| Burg- oder Schloßmühle                        | Waldstraße 53 Lage                                                                  | 1799                               | Gelände der ehemaligen Burg- oder Schloßmühle; Wohnhaus und Nebengebäude, im Kern von 1799, Torfahrt bezeichnet 1793 | BW                             |
| Türgewände                                    | Waldstraße, an Nr. 62 Lage                                                          | 16. Jahrhundert                    | Eingangsgewände, wohl aus dem 16. Jahrhundert | BW                             |
| Wohnhaus                                      | Waldstraße 102 Lage                                                                 | zweite Hälfte des 18. Jahrhunderts | spätbarocker Walmdachbau, teilweise Fachwerk (verputzt), wohl aus der zweiten Hälfte des 18. Jahrhunderts | BW                             |
| Weingut Johann Ludwig Wolf Erben              | Weinstraße 1 Lage                                                                   | 1843                               | repräsentative historistische Walmdach-Villa mit niedrigeren Flügeln, 1843, Architekt Friedrich Eisenlohr, Karlsruhe, an der Terrasse sechs Sandsteinskulpturen, im Englischen Garten Brunnen um 1930, Garteneinfassung einschließlich Torfahrt um 1880; Innenhof mit Nebengebäuden um 1880, Schuppen vor 1930, eineinhalbgeschossiger Putzbau bezeichnet 1843 | BW                             |
| Weingut L. H. Wolf                            | Weinstraße 4 Lage                                                                   | Mitte des 19. Jahrhunderts         | reicher Winzerhof, Mitte des 19. Jahrhunderts; stattliches Wohnhaus und Wirtschaftstrakt, zwei klassizistische Walmdachbauten, um 1845, aufwändige Toranlage, Nebengebäude im Hof, Putzbauten, um 1855, im Englischen Garten Teehäuschen | BW                             |
| Wachhaus                                      | Weinstraße 15 Lage                                                                  | 1829/30                            | ehemaliges Wachhaus; eingeschossiger klassizistischer Walmdachbau mit offener Vorhalle, 1829/30, Architekt Fritz, Neustadt | BW                             |
| Rat- und Schulhaus                            | Weinstraße 16 Lage                                                                  | 1828                               | ehemaliges Rat- und Schulhaus; großvolumiger klassizistischer Walmdachbau, bezeichnet 1828 | Fotos hochladen                |
| Wohnhaus                                      | Weinstraße 17 Lage                                                                  | um 1800                            | nachbarockes Winzerhaus, um 1800 | BW                             |
| Stadtmauer                                    | Weinstraße, in Nr. 17, 19, 65, 75, 77, 78 Lage                                      | Mitte des 14. Jahrhunderts         | in den Rückseiten der Häuser Überreste der Stadtmauer, Mitte des 14. Jahrhunderts | BW                             |
| Wachenheimer, Leininger oder Falkenburger Hof | Weinstraße 19 Lage                                                                  | 1711                               | spätbarocker Herrenhof, 1711; großvolumiger Walmdachbau über Hochkeller, 16. und 18. Jahrhundert, Toranlage bezeichnet 1711 | BW                             |
| Spolie                                        | Weinstraße, an Nr. 21 Lage                                                          | 1677                               | Konsolstein mit Blattmaske, bezeichnet 1677 | BW                             |
| Bruder-Ludwig-Kapelle                         | Weinstraße 27 Lage                                                                  | 15. Jahrhundert                    | ehemalige Bruder-Ludwig-Kapelle; spätgotischer Sandsteinquader-Saalbau, wohl aus dem 15. Jahrhundert (1443 ?); ortsbildprägend mit der Simultankirche (Weinstraße 28) | weitere Bilder Fotos hochladen |
| Simultankirche St. Georg                      | Weinstraße 28 Lage                                                                  | 12. Jahrhundert                    | malerisch gestaffelte Baugruppe; Turm eventuell noch aus dem 12. Jahrhundert, Glockengeschoss 1686–88, Erhöhung bezeichnet 1712; spätgotischer Chor, zweites Viertel des 15. Jahrhunderts, nachgotisches Chörlein 1720/21; Seitenkapelle 1441, Sakristei zweite Hälfte des 15. Jahrhunderts; neugotisches Langhaus, 1860/61, Architekt K. Kaercher, Neustadt, Erweiterung durch Franz Seraph Schöberl, Speyer; ortsbildprägend mit der Bruder-Ludwig-Kapelle (Weinstraße 27) vor dem Chor: spätbarockes Sandsteinkreuz, bezeichnet 1753                                                                     | weitere Bilder Fotos hochladen |
| Prozessionsaltar                              | Weinstraße, an Nr. 28 Lage                                                          | 1707                               | monumentaler Gelbsandsteinaltar, angeblich 1707 von Johann Georg Eisinger, Pietà, zweite Hälfte des 16. Jahrhunderts | BW                             |
| Wohnhaus                                      | Weinstraße 29 Lage                                                                  | 18. Jahrhundert                    | spätbarockes ehemaliges Eckwohnhaus, teilweise Fachwerk, 18. Jahrhundert, im Kern aus dem 16. Jahrhundert (bezeichnet 1542), Kellerabgang bezeichnet 1677; straßenbildprägend | BW                             |
| Katholische Pfarrhaus                         | Weinstraße 31 Lage                                                                  | 1736/38                            | ehemaliges katholisches Pfarrhaus; fünfachsiges Wohnhaus, 1736/38 mit Veränderungen von 1818 | BW                             |
| Inschriftplatte                               | Weinstraße, an Nr. 34 Lage                                                          | 1508                               | Inschriftplatte, spätgotisch, bezeichnet 1508 | BW                             |
| Wohnhaus                                      | Weinstraße 36 Lage                                                                  | spätes 18. Jahrhundert             | stattlicher spätbarocker Mansardwalmdachbau, spätes 18. Jahrhundert, Erweiterung mit Mansardsatteldach 1927; ortsbildprägend | BW                             |
| Portal                                        | Weinstraße, an Nr. 37 Lage                                                          | 1756                               | Oberlichtportal am rückwärtigen Nebengebäude des ehemaligen reformierten Pfarrhofs, spätbarock, 1756 | BW                             |
| Spolie                                        | Weinstraße, an Nr. 39 Lage                                                          | 17. Jahrhundert                    | Schlussstein der (erneuerten) Torfahrt mit Blattmaske, wohl aus dem 17. Jahrhundert | BW                             |
| Hofanlage                                     | Weinstraße 44 Lage                                                                  | 1606                               | ehemaliger Winzerhof, eingeschossiger Putzbau, im Wesentlichen von 1606, barocke Überformung wohl 1782, Nebengebäude meist aus dem 18. Jahrhundert mit älteren Resten, Hofmauer mit Torfahrt, bezeichnet 1607 | BW                             |
| Torfahrt                                      | Weinstraße, an Nr. 46 Lage                                                          | 1725                               | Torfahrt, spätbarock mit Wappenstein, bezeichnet 1725; in der Mauer zwei weitere Schlusssteine | BW                             |
| Spolie                                        | Weinstraße, an Nr. 48 Lage                                                          | 1578                               | Schlussstein der ehemaligen Torfahrt mit Wappenschild, bezeichnet 1578 | BW                             |
| Torfahrt                                      | Weinstraße, an Nr. 52 Lage                                                          | 1578                               | ehemalige Torfahrt, Bandrustika, Wappenschild bezeichnet 1578 | BW                             |
| Hofanlage                                     | Weinstraße 54 Lage                                                                  | 18. Jahrhundert                    | spätbarocke Hofanlage, 18. Jahrhundert (1786?); spätbarockes Eckwohnhaus mit Krüppelwalm, Rotsandsteinverblendung der Fassade um 1880, Anbau mit qequaderter Torfahrt, Obergeschoss des hofseitigen Anbaus eventuell aus dem 16. oder 17. Jahrhundert, Kellerabgang bezeichnet 1617; platzbildprägend | BW                             |
| Luisenbrunnen                                 | Weinstraße, neben Nr. 59 Lage                                                       | 1914                               | Muschelkalk-Trog, gusseiserner Brunnenausfluss, von vier Pfeilern getragenes Walmdach, bezeichnet 1914, von Heinrich Berthold, München | Fotos hochladen                |
| Weingut Bürklin-Wolf                          | Weinstraße 65 Lage                                                                  | 1844                               | Wohnhaus der Familie Wolf, zweieinhalbgeschossiger historisierender Walmdachbau, Nebengebäude auf L-förmigen Grundriss mit Torfahrten, im Kern von 1844 (Architekt Friedrich Eisenlohr) mit Modernisierungen um 1875; Wohnhaus für Dr. A. Bürklin, anspruchsvolles gründerzeitliches Wohnhaus auf T-förmigem Grundriss, bezeichnet 1890; Lager- und Trockenhaus, eineinhalbgeschossiger Sandsteinquaderbau; opulente straßenbildprägende Anlage; Reste des Wartenbergschen Hofes: Torfahrt in der Hofmauer zur Holzgasse, bezeichnet 1609, Wappenstein am rückwärtigen Flügel, wohl aus dem 16. Jahrhundert | Fotos hochladen                |
| Wohnhaus                                      | Weinstraße 70 Lage                                                                  | 1615                               | Eckwohnhaus, im Kern bezeichnet 1615, spätbarocke Überformung im 18. Jahrhundert, aufwändige Mannpforte, bezeichnet 161[5]; straßenbildprägend | BW                             |
| Wohnhaus                                      | Weinstraße 71 Lage                                                                  | erste Hälfte des 18. Jahrhunderts  | spätbarockes Eckwohnhaus, teilweise Fachwerk (verputzt), mit Krüppelwalm, erste Hälfte des 18. Jahrhunderts; Sandsteinquader, Rest einer ehemaligen Torfahrt, um 1600 | BW                             |
| Torfahrt                                      | Weinstraße, bei Nr. 74/75 Lage                                                      | 1745                               | Torfahrt, spätbarock, bezeichnet 1745 | BW                             |
| Wohnhaus                                      | Weinstraße 77 Lage                                                                  | 16. Jahrhundert                    | Hochkellerhaus, teilweise Fachwerk (verputzt), mit Resten der Stadtmauer, im Kern aus dem 16. Jahrhundert, Aufstockung und Überformung im 18. Jahrhundert; Pfeiler einer Torfahrt, 16. Jahrhundert | BW                             |
| Spital                                        | Weinstraße 80, 80a Lage                                                             | 1883–85                            | Nr. 80 ehemaliges Spital; anspruchsvoller neunachsiger Gründerzeitbau auf U-förmigem Grundriss mit Mansardwalmdächern, den Risalit flankierend vier Sandsteinskulpturen, 1883–85; zugehörig Nr. 80a: ehemalige Arbeitsschule; sandsteingegliederter Putzbau mit Holzloggia | Fotos hochladen                |
| Kriegerdenkmal                                | Weinstraße, gegenüber Nr. 80 Lage                                                   | 1911                               | Kriegerdenkmal 1866 und 1870/71, aufgesockelter Sandsteinpfeiler, Reichsadler in Muschelkalk, 1911 von Heinrich Berthold, Wachenheim, nach 1945 für die Gefallenen beider Weltkriege erweitert | Fotos hochladen                |
| Wegekreuz                                     | Weinstraße, Ecke Roter-Turm-Weg Lage                                                | 1745                               | Wegekreuz, Rotsandstein, bezeichnet 1745 | Fotos hochladen                |
| Steinerne Kelter                              | nordwestlich der Stadt im Poppental Lage                                            |                                    | Felsblock mit Ablaufrinne, wohl vor- oder frühgeschichtlich | weitere Bilder Fotos hochladen |
| Wetterkreuz                                   | nordwestlich der Stadt und östlich des Mundhardter Hofs; Distrikt Am Kreuzberg Lage | 1513                               | Inschrift in gotischen Minuskeln, bezeichnet 1513 | weitere Bilder Fotos hochladen |
| Christophel-Schuh                             | südwestlich der Stadt am Eckkopf; Distrikt In der hinteren Lathstatt Lage           | vor 1784                           | Felsblock mit Ritzzeichnungen, 1784 genannt | weitere Bilder Fotos hochladen |
| Waldbauernhof Odinstal                        | südwestlich der Stadt im Odinstal Lage                                              | ab 1830                            | Herrenhaus, klassizistischer Walmdachbau, ab 1830 | Fotos hochladen                |